# Clathria procera
Clathria procera är en svampdjursart som först beskrevs av Ridley 1884.  Clathria procera ingår i släktet Clathria och familjen Microcionidae. Inga underarter finns listade i Catalogue of Life.